# Isole Kudobin
Le isole Kudobin sono un gruppo di piccole isole nel mare di Bering vicino alla costa dell'Alaska, Stati Uniti. Si trovano lungo la costa della penisola di Alaska, nella parte meridionale della baia di Bristol, 21 km ad ovest di Port Moller e vicino alla laguna Nelson.
Le isole sono piatte, il punto più alto è di soli 4 m e l'isola più grande è lunga 13,5 km. Sono state rilevate da Andrej Chudobin, uno degli ufficiali del capitano Litke della Marina imperiale russa.
Le Kudobin comprendono il piccolo gruppo delle isole Walrus e Kritskoi.